# Tatiana Makàrova
Tatiana Petrovna Makàrova (rus: Татья́на Петро́вна Мака́рова; 25 de setembre de 1920, Moscou, Unió Soviètica - 25 d'agost de 1944, Ostrołęka, Polònia) fou una aviadora soviètica, comandant de vol del 46è Regiment «Taman» de Guàrdies de Bombarders Nocturns, tinent de guarda i Heroïna de la Unió Soviètica.

## Vida civil
Makàrova va néixer el 25 de novembre de 1920 a una família russa de classe treballadora a Moscou; el seu pare era un empleat de correus que havia resultat ferit durant la Primera Guerra Mundial i la seva mare era analfabeta. Després de completar set anys d'escolarització el 1935, va començar a treballar a una fàbrica de rebosteria. Després de completar la formació bàsica en un aeroclub local, va intentar entrar a una acadèmia militar, però va ser rebutjada perquè a les dones els estava vetat l'accés. Però no va abandonar l'aviació i el 1939 es va graduar a l'escola professional; aquell any va completar els seus cursos de vol. El 1940 va obtenir el rang de sergent i es va convertir en instructora de vol en l'aeroclub on havia entrenat. Va esdevenir membre del Partit Comunista de la Unió Soviètica el 1942.

## Carrera militar
Menys d'un mes després de la creació de la unitat femenina d'aviació per Marina Raskova a principis d'octubre de 1941, Makàrova es va oferir voluntària per participar-hi i va ser acceptada. Després de graduar-se a l'Escola Militar d'Aviació d'Engels, va ser desplegada a la guerra al maig de 1942 com a comandant de vol del 588è Regiment de Bombarders Nocturns, que després va ser honorat amb la designació de Guàrdies i rebatejat com a 46è Regiment «Taman» de Guàrdies de Bombarders Nocturns. Aquell mateix any va ser enviada al front oriental. El 19 d'octubre de 1942, va ser guardonada amb l'Orde de la Bandera Roja per haver completat 195 missions. Anteriorment, havia aconseguit aterrar el seu avió després que estigués en el punt de mira de les bateries i projectors antiaeris enemics; després de perdre el control temporalment va aconseguir distreure les forces alemanyes llançant una altra bomba, fet que li proporcionà temps suficient per sortir de la zona i aterrar. Va participar en campanyes de bombardeigs contra les forces alemanyes al Caucas del Nord, Crimea, Kuban, Península de Taman, Belarús i Prússia Oriental.
El 1943 va ser ascendida al rang de comandant d'esquadrilla després que el regiment decidís afegir una tercera esquadrilla, però després que vuit membres de la seva esquadrilla fossin abatudes sobre Kuban en una nit, se'n va sentir culpable i va demanar ser degradada a comandant de vol, la qual cosa li fou acceptada. La seva amiga Vera Bélik, que era inseparable d'ella, també va demanar la degradació de navegant d'esquadrilla a navegant de vol per poder romandre a la seva tripulació. La cap d'estat major Irina Rakobólskaia, va qualificar Makarova de ser massa lleugera amb les seves funcions i la va criticar per no ser estricta com la seva contrapart Maria Smirnova. No obstant això, Olga Golubeva-Teres, que va volar sota el seu comandament, la va qualificar de bona comandant.
Per millorar la precisió dels seus atacs, Makàrova sovint volaria fins als 100-150 metres d'altitud abans de llançar les bombes. Abans de morir en combat, ella i Vera Belik es van convertir en les primeres tripulacions del seu regiment a bombardejar el territori alemany; en aquesta missió, van fer caure les seves bombes a Prússia Oriental.
La seva darrera missió va tenir lloc a Ostrołęka el 25 d'agost de 1944; com de costum, va volar amb Vera Bélik. Van aconseguir fer caure una bomba damunt l'objectiu, però l'enemic va veure els seus avions, en haver activat els projectors i bateries antiaèries. Un caça va seguir els seus avions quan tornaven a la base aèria i va metrallar el seu avió sobre territori soviètic. A causa de la gran càrrega útil que havia de suportar l'avió per als bombardejos nocturns, ni Makàrova ni Bélik duien paracaigudes i ambdues van morir a l'avió en flames. En total, va volar 628 missions, durant les quals van llançar 96 tones de bombes, fet que va comportar la destrucció de dos pontons, dos canons antiaeris, un focus de cerca, dos dipòsits de municions i l'eliminació de més de dues patrulles de soldats enemics.

## Premis i honors

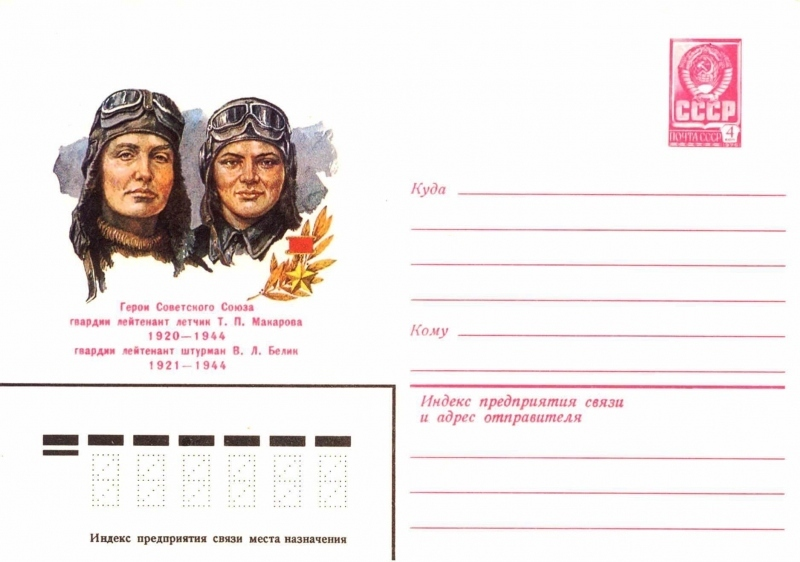
Sobre de l' URSS: Makàrova (esquerra) i Bélik (dreta).

- Per decret del Presidium del Soviet Suprem de l'URSS del 23 de febrer de 1945, pel desenvolupament exemplar de les missions de comandament de combat, i pel coratge i l'heroisme mostrats en les batalles amb els invasors nazis, se li va atorgar pòstumament el títol d'Heroïna de la Unió Soviètica.
- Orde de Lenin (23 de febrer de 1945)
- Dues Ordes de la Bandera Roja (19 d'octubre de 1942 i 30 de juliol de 1944)
- Orde de la Guerra Patriòtica de 1era classe (25 d'octubre de 1943)[10]

Per honorar la seva memòria hi ha un petit museu dedicat a ella, un carrer de Moscou i una escola de Kertx que porta el seu nom, un monument a l'escola tècnica on estudiava i un sobre oficial de l'URSS que porta el seu retrat al costat del de Vera Bélik.